# Tinqueux
Tinqueux is een gemeente in het Franse departement Marne (regio Grand Est). De gemeente telde 10.662 inwoners op 1 januari 2022. De plaats maakt deel uit van het arrondissement Reims. De gemeente vormt een deel van de stedelijke agglomeratie van Reims en neemt sinds 2017 deel aan de Communauté urbaine du Grand Reims.

## Geschiedenis
De plaats werd voor het eerst vermeld in 975 als Villa Tancauda en behoorde toen tot de heerlijkheid Manasses. In de 12e eeuw behoorde de plaats toe aan de graven van Champagne. Voor de Franse Revolutie was het een bezit van de Abdij Saint-Denis in Reims. De plaats liep grote schade op tijdens de Slag bij Reims (1814). In de tweede helft van de 19e eeuw kwam er industrie in de gemeente. Tinqueux werd bijna helemaal vernield tijdens de Eerste Wereldoorlog. De gemeente kreeg in 1921 het Croix de guerre 1914-1918. Tijdens het intebellum werd de plaats heropgebouwd waarbij de infrastructuur werd gemoderniseerd. Een nieuw gemeentehuis en de kerk Saint-Pierre werden in deze periode gebouwd. Na de Tweede Wereldoorlog werden nieuwe woonwijken gebouwd.

## Geografie
De oppervlakte van Tinqueux bedroeg op 1 januari 2022 4,15 vierkante kilometer; de bevolkingsdichtheid was toen 2.569,2 inwoners per km². De Vesle stroomt langs de gemeente.
De onderstaande kaart toont de ligging van Tinqueux met de belangrijkste infrastructuur en aangrenzende gemeenten.

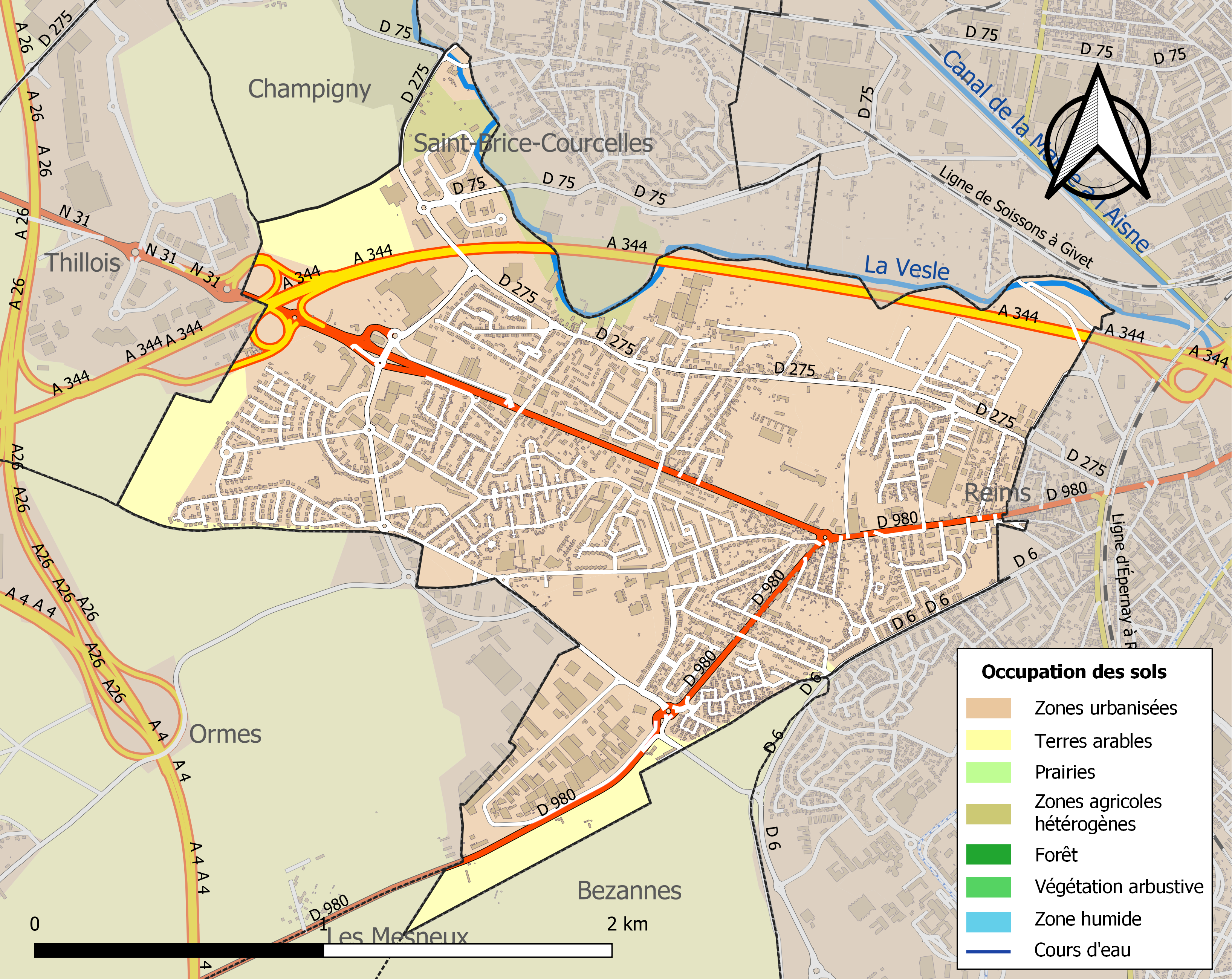

## Demografie
Onderstaande figuur toont het verloop van het inwonertal (bron: INSEE-tellingen).

## Vervoer
De autosnelweg A344 loopt door de gemeente.